# Cajeta (náutica)
En náutica, la Cajeta es una especie de trenza que se hace con filásticas o con meollares, según los objetos a que ha de aplicarse. (fr. Garcette; ing. Braided cordage; it. Morsello). 

## Descripción
Según de que está hecha concurren oblicuamente a una línea longitudinal y céntrica sin que a la vista se crucen. 

## Tipos
1. Cajeta de filásticas
  - Cojin
  - Estrobos
  - Rizos
2. Cajeta de meollar
  - Badernas
  - Badernones
  - Tomadores
3. Cajeta de empaquetado: es la trenza de estopa bien ensebada que ciñe una barra o eje cualquiera y está contenida en la caja de estopas.